# 滨海蒙特勒伊
滨海蒙特勒伊（法語：Montreuil-sur-Mer，法語發音：[mɔ̃tʁœj syʁ mɛʁ] ⓘ），法国北部市镇，位于上法兰西大区加来海峡省，同时也是该省的一个副省会，下辖蒙特勒伊区，其市镇面积为2.85平方公里，2022年1月1日时人口数量为1,902人，在法国城市中排名第5,654位。
滨海蒙特勒伊位于加来海峡省西南部，康什河左岸，是一个区域性的中心城市，多条公路在此交汇。滨海蒙特勒伊历史上曾为一处海港，后因康什河入海口淤塞而逐渐废弃。

## 地名来源
根据当地官方网站的论述，Montreuil一名最初以“Monasteriolum”的形式被记载，该名称意为“小修道院”；“-sur-Mer”（意为“滨海”）这一后缀则自2023年1月1日起成为当地官方名称的一部分。“Montreuil-sur-Mer”亦是当地在法国大革命期间的官方名称，并在一些场合（如火车站）长期有所使用。

## 历史

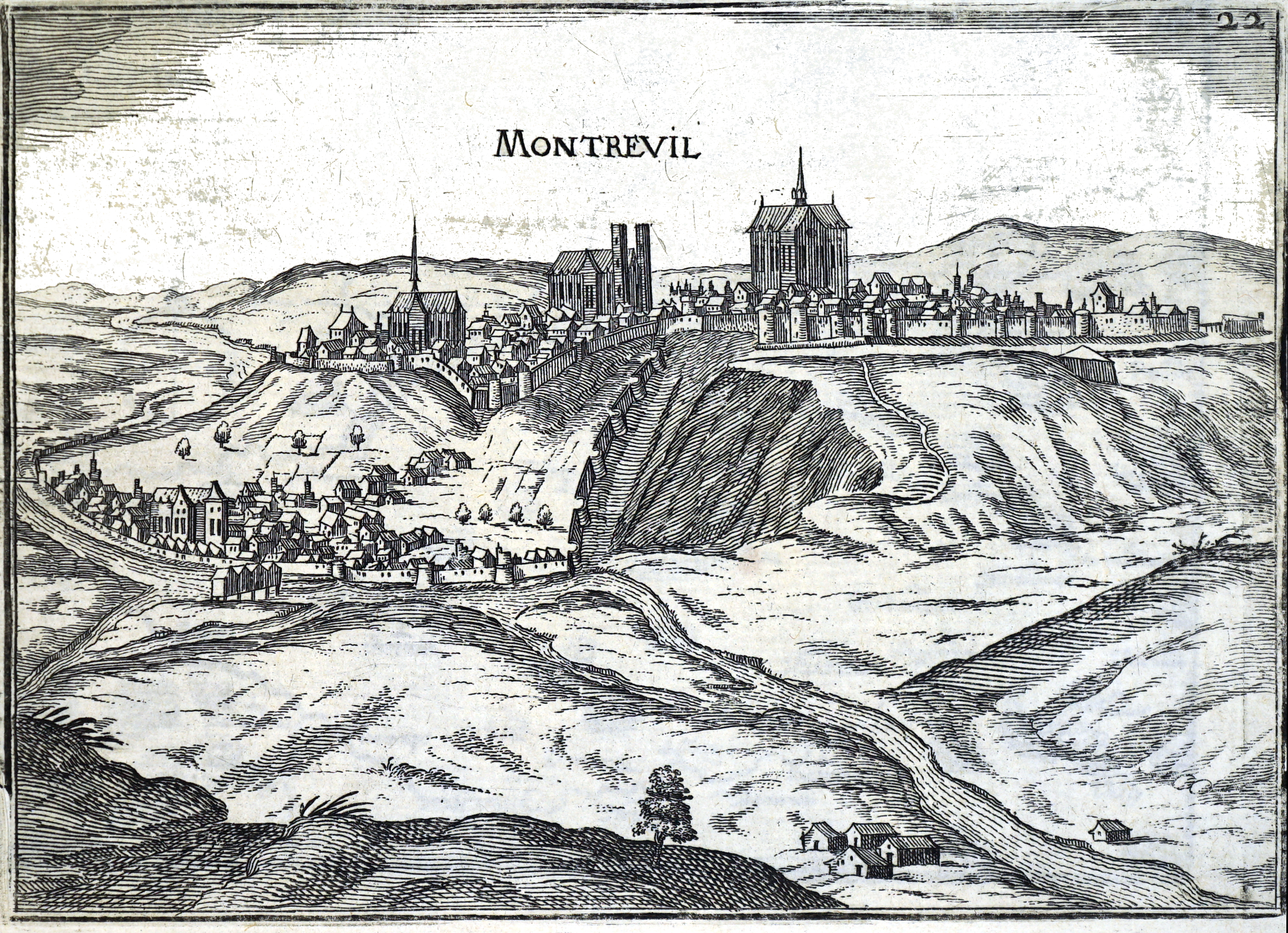
17世纪的蒙特勒伊城塞

滨海蒙特勒伊的早期历史尚不清楚。滨海蒙特勒伊最初于公元896年被记载，彼时该地为一处港口，其所在的康什河谷宽达40米并直通大西洋。在1204年以前，蒙特勒伊是卡佩王朝拥有的唯一海港，腓力二世曾于13世纪初在规划建设了皇家城堡及城墙。1370年，蒙特勒伊出现了一座神学院。中世纪末期，受战争及康什河泥沙淤积等因素的影响，蒙特勒伊港口逐渐被废弃。1537年6月，查理五世与亨利八世率领军队包围蒙特勒伊。此后在弗朗索瓦一世的要求下，蒙特勒伊城墙得以加固，后成为沃邦防御工事系统的一部分。法国大革命后，蒙特勒伊成为加来海峡省的一个市镇，并在1790至1801年间为该省的一个地区行署，后改制成为副省会。工业革命期间兴建的连通巴黎的铁路线未从蒙特勒伊经过，使得该地的经济地位大幅下降，其人口数量亦逐年减少。第一次世界大战期间，英格兰元帅第一代黑格伯爵道格拉斯·黑格曾于1916年驻扎于蒙特勒伊城塞。自1929年起，蒙特勒伊城塞不再作为军事设施。

## 地理

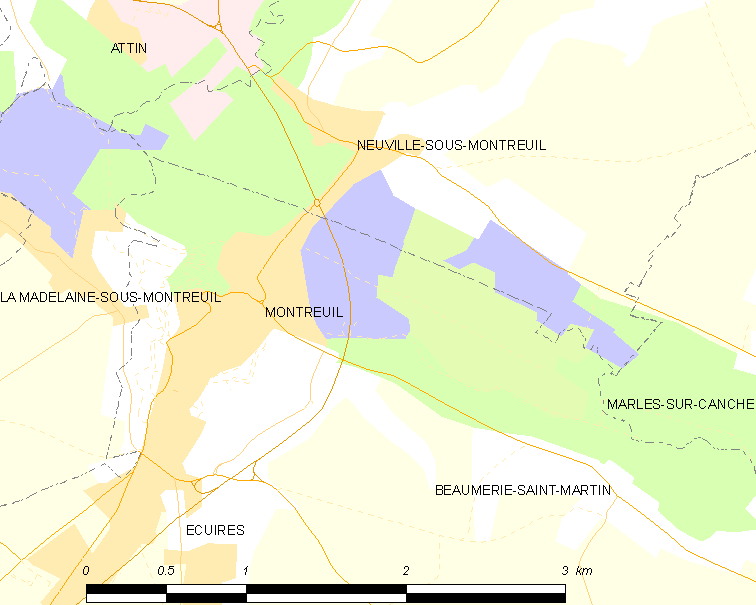
滨海蒙特勒伊市镇范围地图

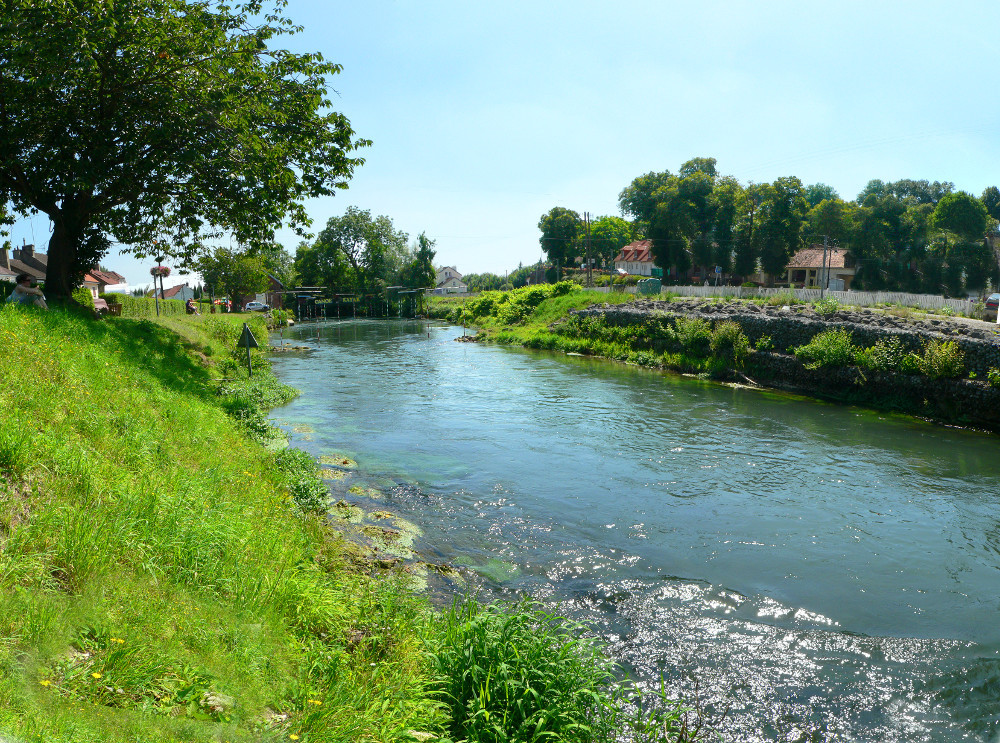
康什河蒙特勒伊段

滨海蒙特勒伊位于法国北部，上法兰西大区西部和加来海峡省西南部，距离省会阿拉斯大约85公里。与滨海蒙特勒伊接壤的市镇包括：拉马德莱娜苏蒙特勒伊、讷维尔苏蒙特勒伊、埃屈尔、康什河畔马尔勒和博姆里圣马丹。

### 地形
滨海蒙特勒伊位于阿图瓦丘陵西部，康什河入海口附近，境内以平原浅丘为主，其中市镇中心位于一处地势较高的狭窄台塬上，部分街道起伏明显；其四周则相对低平，康什河附近地势平坦，全境海拔在2到43米之间。

### 水文
滨海蒙特勒伊位于康什河左岸，该河独立注入加来海峡，其主河道贴近滨海蒙特勒伊市区，右岸则为泥沙淤塞形成的滩涂平原。

### 植被
滨海蒙特勒伊属于温带阔叶混交林区，林地广泛分布于市区四周的坡地及康什河右岸区域。
在鲜花城市的评比中，滨海蒙特勒伊被评为4星级（最高级）鲜花城市。

### 气候
滨海蒙特勒伊在柯本气候分类法中属于温带海洋性气候（Cfb）。
距离滨海蒙特勒伊最近的常年气象站位于勒图凯-巴黎普拉日境内，以下为该气象站的数据：
| 勒图凯-巴黎普拉日 1981年－2019年 | 勒图凯-巴黎普拉日 1981年－2019年 | 勒图凯-巴黎普拉日 1981年－2019年 | 勒图凯-巴黎普拉日 1981年－2019年 | 勒图凯-巴黎普拉日 1981年－2019年 | 勒图凯-巴黎普拉日 1981年－2019年 | 勒图凯-巴黎普拉日 1981年－2019年 | 勒图凯-巴黎普拉日 1981年－2019年 | 勒图凯-巴黎普拉日 1981年－2019年 | 勒图凯-巴黎普拉日 1981年－2019年 | 勒图凯-巴黎普拉日 1981年－2019年 | 勒图凯-巴黎普拉日 1981年－2019年 | 勒图凯-巴黎普拉日 1981年－2019年 | 勒图凯-巴黎普拉日 1981年－2019年 |
| 月份                             | 1月                              | 2月                              | 3月                              | 4月                              | 5月                              | 6月                              | 7月                              | 8月                              | 9月                              | 10月                             | 11月                             | 12月                             | 全年                             |
| -------------------------------- | -------------------------------- | -------------------------------- | -------------------------------- | -------------------------------- | -------------------------------- | -------------------------------- | -------------------------------- | -------------------------------- | -------------------------------- | -------------------------------- | -------------------------------- | -------------------------------- | -------------------------------- |
| 历史最高温 °C（°F）              | 16.7 (62.1)                      | 19.3 (66.7)                      | 23.2 (73.8)                      | 26 (79)                          | 31.4 (88.5)                      | 34.6 (94.3)                      | 39.9 (103.8)                     | 36.4 (97.5)                      | 32.8 (91.0)                      | 27.1 (80.8)                      | 19.8 (67.6)                      | 16.4 (61.5)                      | 39.9 (103.8)                     |
| 平均高温 °C（°F）                | 7.2 (45.0)                       | 7.7 (45.9)                       | 10.5 (50.9)                      | 13.4 (56.1)                      | 17 (63)                          | 19.2 (66.6)                      | 21.3 (70.3)                      | 21.6 (70.9)                      | 19.3 (66.7)                      | 15.6 (60.1)                      | 11 (52)                          | 7.7 (45.9)                       | 14.3 (57.7)                      |
| 日均气温 °C（°F）                | 4.7 (40.5)                       | 4.7 (40.5)                       | 7.1 (44.8)                       | 9.3 (48.7)                       | 12.7 (54.9)                      | 15.2 (59.4)                      | 17.4 (63.3)                      | 17.6 (63.7)                      | 15.3 (59.5)                      | 12.2 (54.0)                      | 8 (46)                           | 5.1 (41.2)                       | 10.8 (51.4)                      |
| 平均低温 °C（°F）                | 2.1 (35.8)                       | 1.8 (35.2)                       | 3.8 (38.8)                       | 5.1 (41.2)                       | 8.4 (47.1)                       | 11.3 (52.3)                      | 13.5 (56.3)                      | 13.6 (56.5)                      | 11.3 (52.3)                      | 8.7 (47.7)                       | 5.1 (41.2)                       | 2.6 (36.7)                       | 7.3 (45.1)                       |
| 历史最低温 °C（°F）              | −19.1 (−2.4)                     | −18.2 (−0.8)                     | −8.9 (16.0)                      | −4.5 (23.9)                      | −2.2 (28.0)                      | −0.4 (31.3)                      | 4 (39)                           | 3.9 (39.0)                       | 1.8 (35.2)                       | −3.8 (25.2)                      | −8.6 (16.5)                      | −11.6 (11.1)                     | −19.1 (−2.4)                     |
| 平均降水量 mm（）                | 73.9 (2.91)                      | 55.5 (2.19)                      | 60.7 (2.39)                      | 55.2 (2.17)                      | 63.2 (2.49)                      | 57.5 (2.26)                      | 60 (2.4)                         | 63.7 (2.51)                      | 78.2 (3.08)                      | 105.7 (4.16)                     | 104.5 (4.11)                     | 93.8 (3.69)                      | 871.9 (34.33)                    |
| 月均日照時數                     | 64.2                             | 77.6                             | 127.1                            | 179                              | 200.2                            | 213.9                            | 220.9                            | 201.1                            | 158                              | 113.3                            | 62.7                             | 51.7                             | 1,669.7                          |
| 来源：infoclimat.fr              |                                  |                                  |                                  |                                  |                                  |                                  |                                  |                                  |                                  |                                  |                                  |                                  |                                  |

## 行政区划
滨海蒙特勒伊的市镇编号为62588，邮政编号为62170。
在行政管理方面，滨海蒙特勒伊隶属于法国上法兰西大区加来海峡省蒙特勒伊区；在地方选举方面，滨海蒙特勒伊隶属于贝尔克县，其市镇范围全境被划入加来海峡省第四选区；在社会管理方面，滨海蒙特勒伊是蒙特勒伊地区双海湾城市圈公共社区的办公驻地。
截至2023年11月，滨海蒙特勒伊市镇范围内暂无任何城市敏感街区及城市政策优先街区。
法国国家统计与经济研究所（简称）在进行数据统计时，将滨海蒙特勒伊及相邻的另外八个市镇设为滨海蒙特勒伊城市核心区（Unité urbaine de Montreuil-sur-Mer），未将滨海蒙特勒伊划入任何城市区（Aire urbaine）。自2020年起，滨海蒙特勒伊被单独设置为滨海蒙特勒伊城市辐射区。此外，还将滨海蒙特勒伊市镇整体看作一个“块区”（IRIS），以便于统计人口分布情况。

## 交通

### 公路
加来海峡省省道D138线、D139线、D349线和D901线在滨海蒙特勒伊境内交汇。上法兰西大区下属的加来海峡省城际客运431线、432线及校车4724线、4727线经过滨海蒙特勒伊，可前往贝尔克、埃丹、于克利耶、于比圣勒、布贝尔莱埃斯蒙等地。
| 25 | 9 |

| 26 | 10 |

| 阿拉斯 | 85 |

| 埃丹 | 29 |

| 滨海布洛涅 | 37 |

| 泰鲁阿讷 | 45 |

| 贝尔克 | 15 |

| 勒图凯 | 18 |

2020年，57.7%的滨海蒙特勒伊家庭拥有至少一辆私人汽车。2017年，滨海蒙特勒伊境内共发生各类交通事故1起，造成3人重伤。

### 铁路

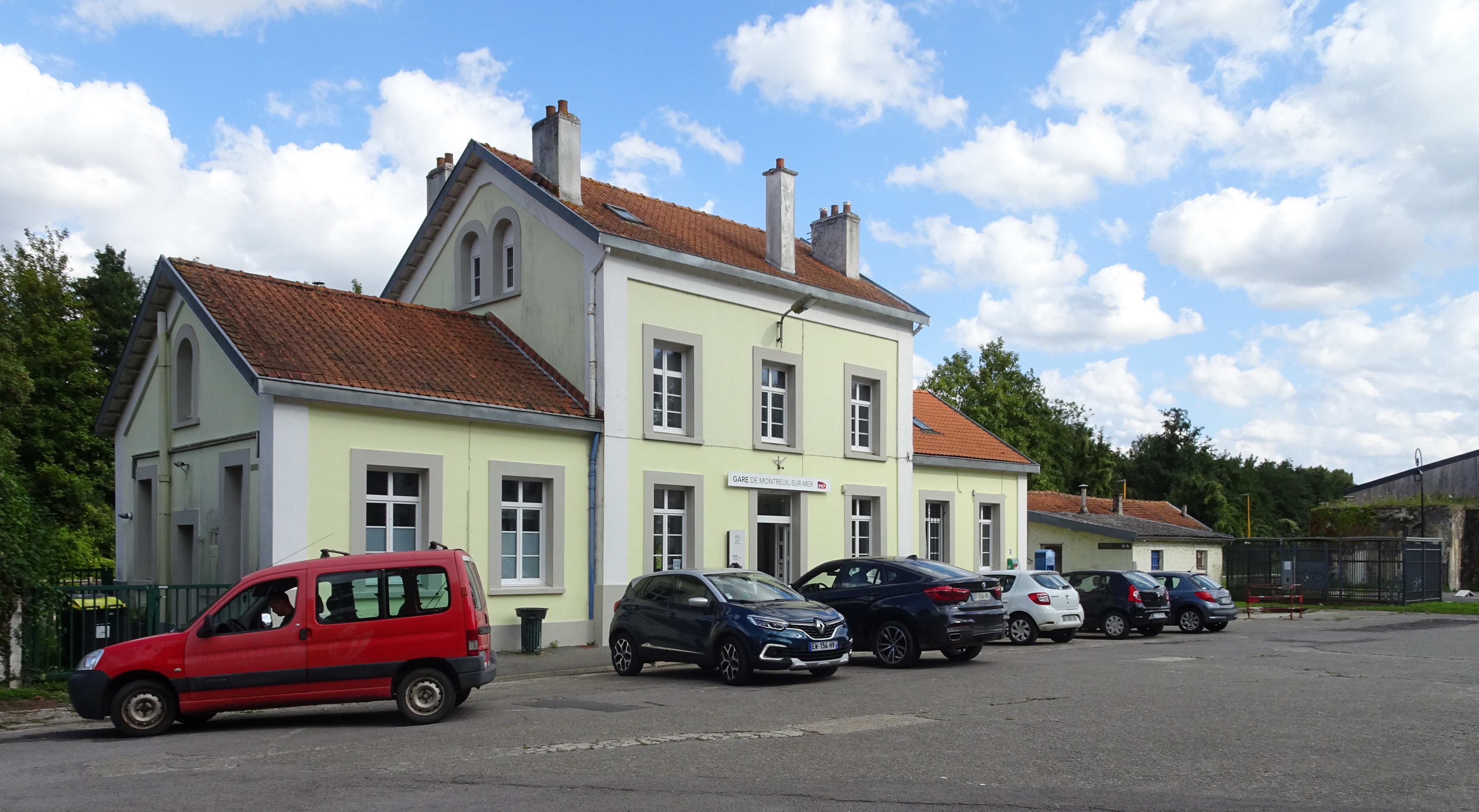
滨海蒙特勒伊火车站

滨海蒙特勒伊位于泰努瓦斯河畔圣波勒－埃塔普勒铁路上。滨海蒙特勒伊站位于市区东北部，该站停靠往返于滨海布洛涅和阿拉斯一线的区域列车。

### 航空
滨海蒙特勒伊距离里尔机场和博韦-蒂耶机场的公路里程分别约129公里和152公里。

### 城市公共交通
截止2023年11月，滨海蒙特勒伊暂无城市公共交通系统。

## 政治

### 市政内阁

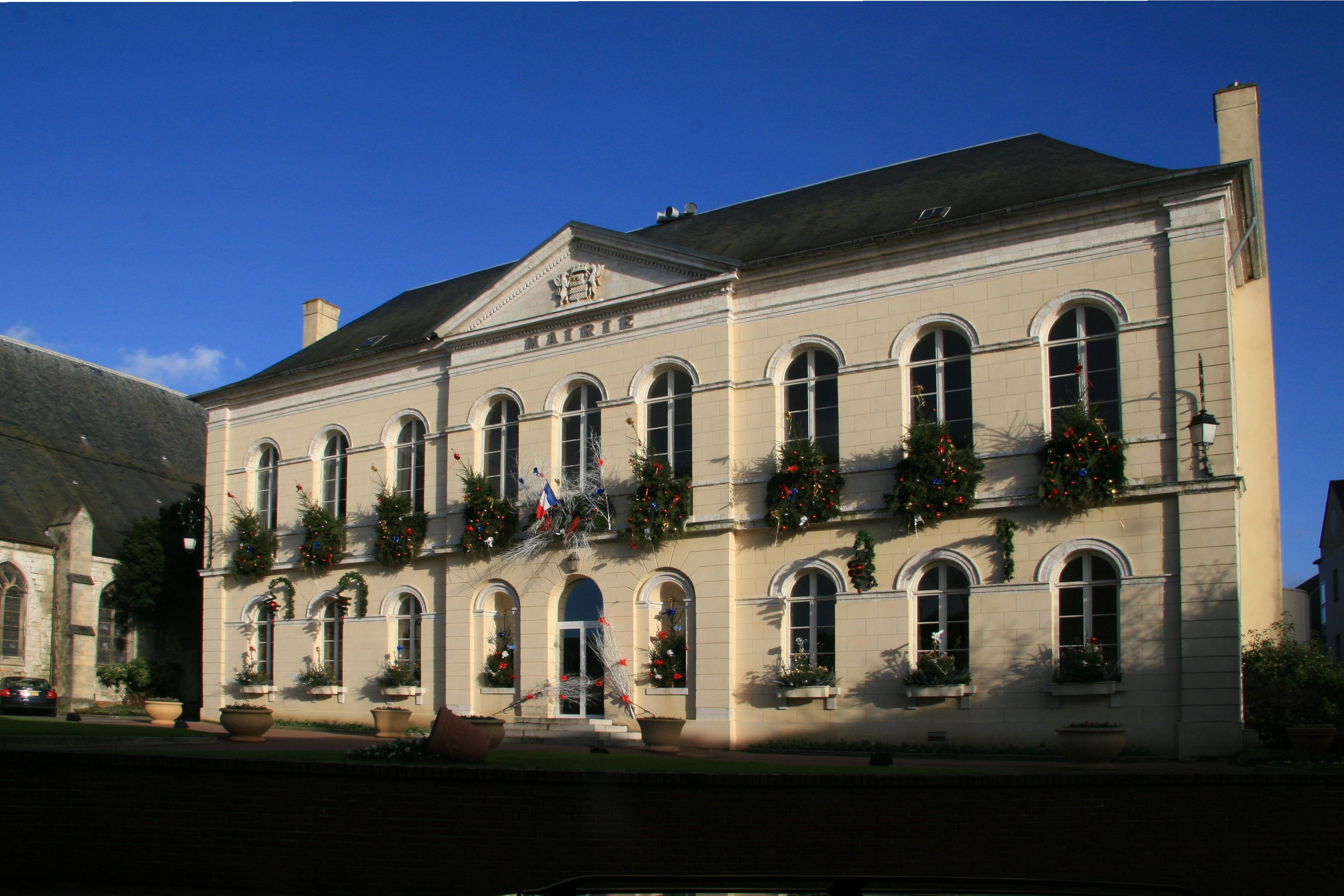
滨海蒙特勒伊市政厅

滨海蒙特勒伊的现任市长为皮埃尔·迪克罗克先生（Pierre DUCROCQ），他是一名右翼无党派人士，在2020年的市政选举中获得了55.13%的支持率。
| 滨海蒙特勒伊历届市长 | 滨海蒙特勒伊历届市长            | 滨海蒙特勒伊历届市长             |
| 任期                 | 市长                            | 党派                             |
| -------------------- | ------------------------------- | -------------------------------- |
| 1945年－1962年       | Pierre LEDENT 皮埃尔·勒当       | DVD右翼无党派人士                |
| 1962年－1965年       | Henri FLAMENT 亨利·弗拉芒       | 不详                             |
| 1965年－1972年       | Pierre LEDENT 皮埃尔·勒当       | DVD右翼无党派人士                |
| 1972年－2008年       | Bernard PION 贝尔纳·皮翁        | RPR保衛共和聯盟 →UMP人民运动联盟 |
| 2008年－2014年       | Bruno BÉTHOUART 布吕诺·贝图阿尔 | DVD右翼无党派人士                |
| 2014年－2020年       | Charles BARÈGE 夏尔·巴雷热      | UDI民主人士和独立人士联盟        |
| 2020年－             | Pierre DUCROCQ 皮埃尔·迪克罗克  | DVD右翼无党派人士                |

### 各级选举
| 滨海蒙特勒伊历届投票选举结果 | 滨海蒙特勒伊历届投票选举结果 | 滨海蒙特勒伊历届投票选举结果 | 滨海蒙特勒伊历届投票选举结果 | 滨海蒙特勒伊历届投票选举结果 | 滨海蒙特勒伊历届投票选举结果 | 滨海蒙特勒伊历届投票选举结果 | 滨海蒙特勒伊历届投票选举结果 | 滨海蒙特勒伊历届投票选举结果 | 滨海蒙特勒伊历届投票选举结果 |
| 选举项目                     | 选举范围                     | 选区单位                     | 选区单位内的选举结果         | 选区单位内的选举结果         | 选区单位内的选举结果         | 选区单位内的选举结果         | 选区单位内的选举结果         | 选区单位内的选举结果         | 参考资料                     |
| 选举项目                     | 选举范围                     | 选区单位                     | 第一轮胜出者                 | 第一轮胜出者                 | 支持率                       | 第二轮胜出者                 | 第二轮胜出者                 | 支持率                       | 参考资料                     |
| ---------------------------- | ---------------------------- | ---------------------------- | ---------------------------- | ---------------------------- | ---------------------------- | ---------------------------- | ---------------------------- | ---------------------------- | ---------------------------- |
| 2017年法國總統選舉           | 法國                         | 市镇                         |                              | 埃马纽埃尔·马克龙            | 26.95%                       |                              | 埃马纽埃尔·马克龙            | 70.17%                       | [ 22 ]                       |
| 2017年法国立法选举           | 加来海峡省第四选区           | 市镇                         |                              | 蒂博·吉吕                    | 45.6%                        |                              | 蒂博·吉吕                    | 56.54%                       | [ 22 ]                       |
| 2019年欧洲议会选举           | 法國                         | 市镇                         |                              | 纳塔莉·卢瓦索                | 32.76%                       | （不适用）                   | （不适用）                   | （不适用）                   | [ 24 ]                       |
| 2021年法国省级选举           |                              | 县                           |                              | 布吕诺·库桑 玛丽斯·朱梅      | 55.31%                       |                              | 布吕诺·库桑 玛丽斯·朱梅      | 74.02%                       | [ 25 ]                       |
| 2021年法国省级选举           | 市镇                         |                              | 布吕诺·库桑 玛丽斯·朱梅      | 60.74%                       |                              | 布吕诺·库桑 玛丽斯·朱梅      | 83.4%                        |                              | [ 25 ]                       |
| 2021年法国大区选举           | 上法蘭西大區                 | 市镇                         |                              | 格扎维埃·贝特朗              | 52.82%                       |                              | 格扎维埃·贝特朗              | 67.82%                       | [ 26 ]                       |
| 2022年法国总统选举           | 法國                         | 市镇                         |                              | 埃马纽埃尔·马克龙            | 37.99%                       |                              | 埃马纽埃尔·马克龙            | 63.35%                       | [ 22 ]                       |
| 2022年法国立法选举           | 加来海峡省第四选区           | 市镇                         |                              | 菲利普·费                    | 37%                          |                              | 菲利普·费                    | 67.4%                        | [ 22 ]                       |

## 人口
2020年，滨海蒙特勒伊市镇人口数量为1,913，在法国排名第5,654位。其中男性857人，女性1,056人，75岁及以上人口占13.2%，外籍人口数量为22人，人口密度为671人/平方公里，当地居民被称为（男性）或（女性）。2021年，滨海蒙特勒伊境内出生25人，死亡人口49人。
| 滨海蒙特勒伊1901年－2020年人口变化情况 |
|                                        |
| 数据来源：Cassini、INSEE               |

## 经济
滨海蒙特勒伊是一个区域性的中心城市。截至2023年11月，滨海蒙特勒伊市镇范围内共有各类用人单位（包含自雇）521家，比上一年新增6家。（路面工程）、（药妆）及（农具销售）是当地2021年营业额最高的三个企业，分别为4,630,784欧元、2,349,140欧元和1,611,282欧元。

## 财政与居民收入
2021年，滨海蒙特勒伊的财政收入总额为3,441,710欧元，财政支出总额为2,944,810欧元，当年的债务总额为1,837,700欧元。2021年，滨海蒙特勒伊市镇通过增值税获得138,880欧元的收入，此外当地还共获得了1,367,710欧元的国家直接财政补助。
2019年，滨海蒙特勒伊的人均月收入总额为2,065欧元，其中高级职员为3,905欧元，低于法国平均水平（4,230欧元）；中级职员为2,229欧元，低于法国平均水平（2,411欧元）；普通职员为1,575欧元，亦低于法国平均水平（1,740欧元）。
2020年，滨海蒙特勒伊境内的贫困率为20%，青壮年（15至64岁）失业率为15.2%；2022年，当地37.3%的家庭拥有纳税资格，平均纳税3,783欧元，低于法国平均水平（4,393欧元）。

## 社会事务

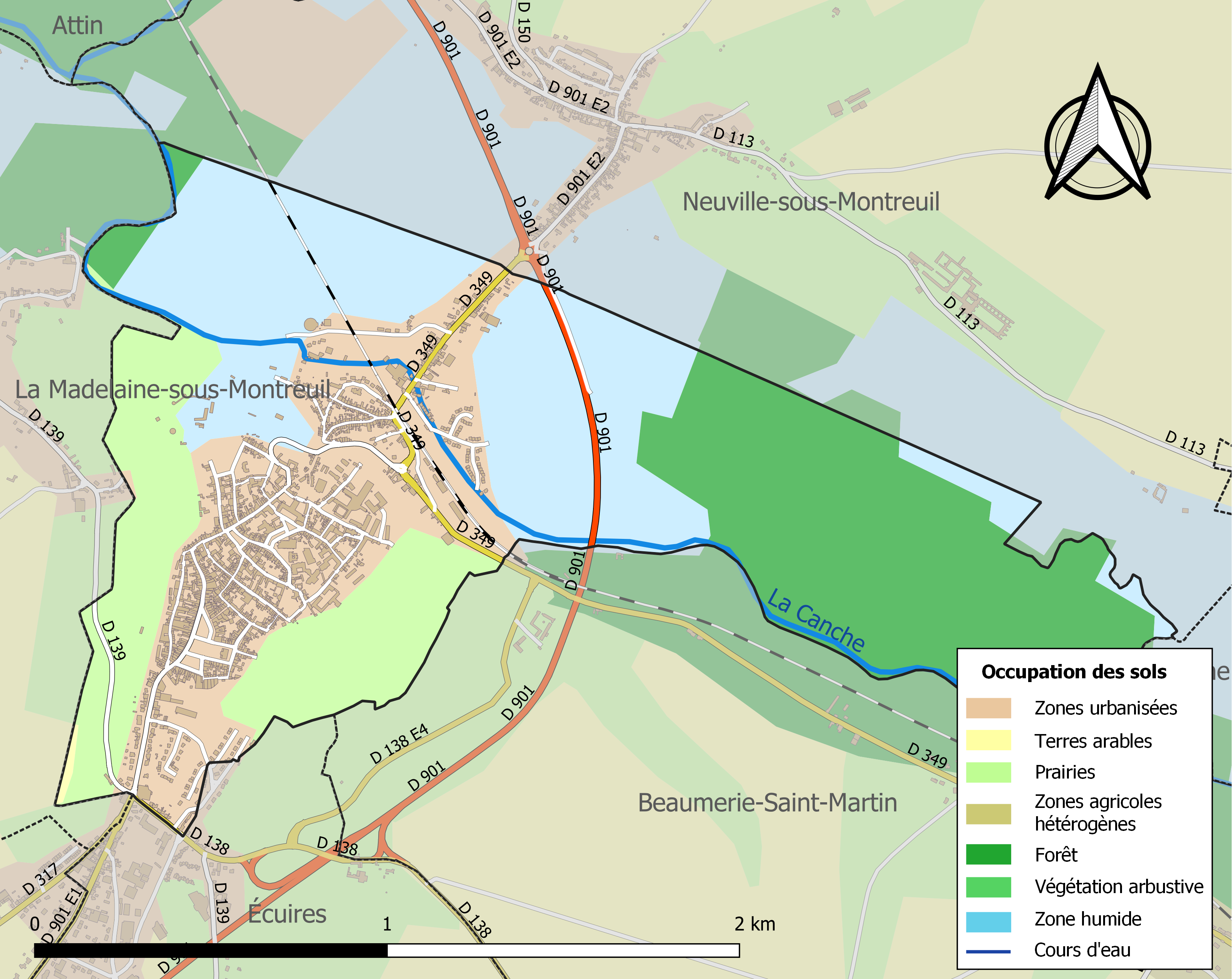
滨海蒙特勒伊土地利用情况地图

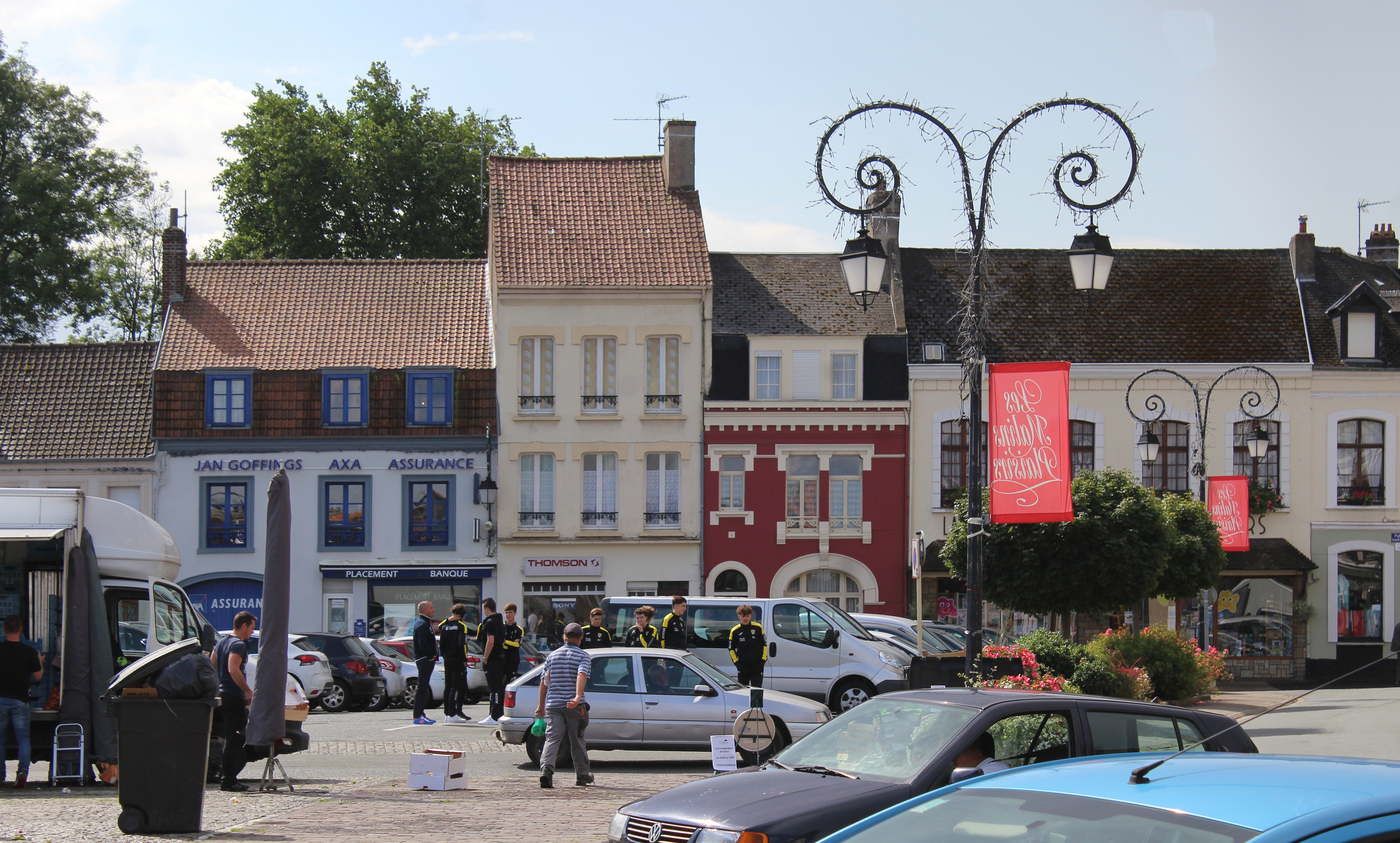
戴高乐将军广场

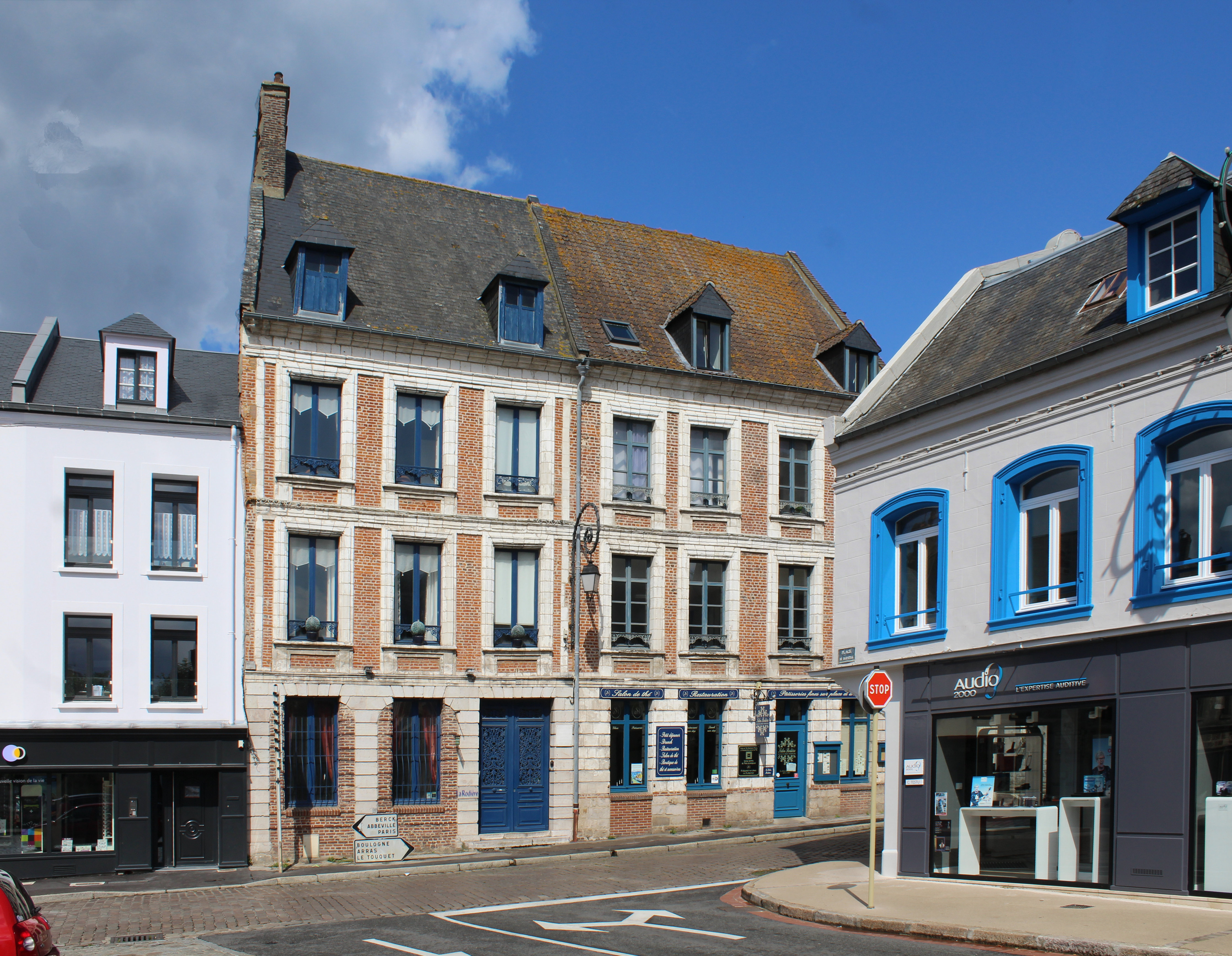
镇中心的传统建筑

### 教育
滨海蒙特勒伊属于里尔学区。截至2021年1月1日，滨海蒙特勒伊境内共有1所幼儿园、2所小学、1所初级中学和1所普通高中。2021至2022学年度，滨海蒙特勒伊境内共有在校中等教育阶段学生2,314名。

### 医疗
截至2021年1月1日，滨海蒙特勒伊境内共有全科医生9名、保健师10名、牙医5名、护士12名、眼科医生2名、皮肤科医生1名、助产士2名、儿科医生2名和妇科医生1名。境内共有药房2家、养老院2家。
滨海蒙特勒伊区中心医院（Centre Hospitalier de l'arrondissement de Montreuil-sur-Mer）是法国的一个区域性医疗机构，其主病区位于朗迪弗利耶，距离滨海蒙特勒伊市区的正常车程大约14分钟，该院设有床位367个，是当地规模最大的公立综合性医院。

### 住房
2020年，滨海蒙特勒伊境内共有各类住房1,325套，其中55.4%为独立式居民区，44.5%为集中式居民区。常住房屋占滨海蒙特勒伊市镇范围内居民建筑总量的73.6%。
在住房保障政策方面，2022年，滨海蒙特勒伊境内共有250户家庭获得了住房经济补助，受益人数占总人口数量的14.3%，其中268份为房租补助。

### 商业
2021年，滨海蒙特勒伊境内共有各类实体商铺97家，其中餐厅21家、大型超市1家、杂货店2家、面包房8家、肉铺2家、书店2家、装饰品店1家、银行门店6家、美容美发店7家、汽车维修店1家。市区南部建有一家家乐福便民超市。

### 体育
2021年，滨海蒙特勒伊境内共有1间体育馆以及2处网球场。
截至2023年11月，蒙特勒伊体育联盟（Union Sportive Montreuilloise，编号500292）是滨海蒙特勒伊境内唯一的一家注册足球俱乐部，其主队2023至2024赛季参加上法兰西大区足球联赛丙组（法国第八级别），其主场为位于埃屈尔境内的勒科塞克球场（Stade du Cosec）。

### 环境
滨海蒙特勒伊的环境事务由其所属的蒙特勒伊地区双海湾城市圈公共社区联合各级政府协调负责。2021年，滨海蒙特勒伊境内暂无污染企业。

### 治安
滨海蒙特勒伊及其附近的共137个市镇是埃屈尔国家宪兵队（zone gendarmerie de Écuires）的管辖范围。2020年，该宪兵队累计记录各类案件2,629起，其中盗窃类案件1,228起，经济类案件362起，毒品交易类案件144起。

## 文化

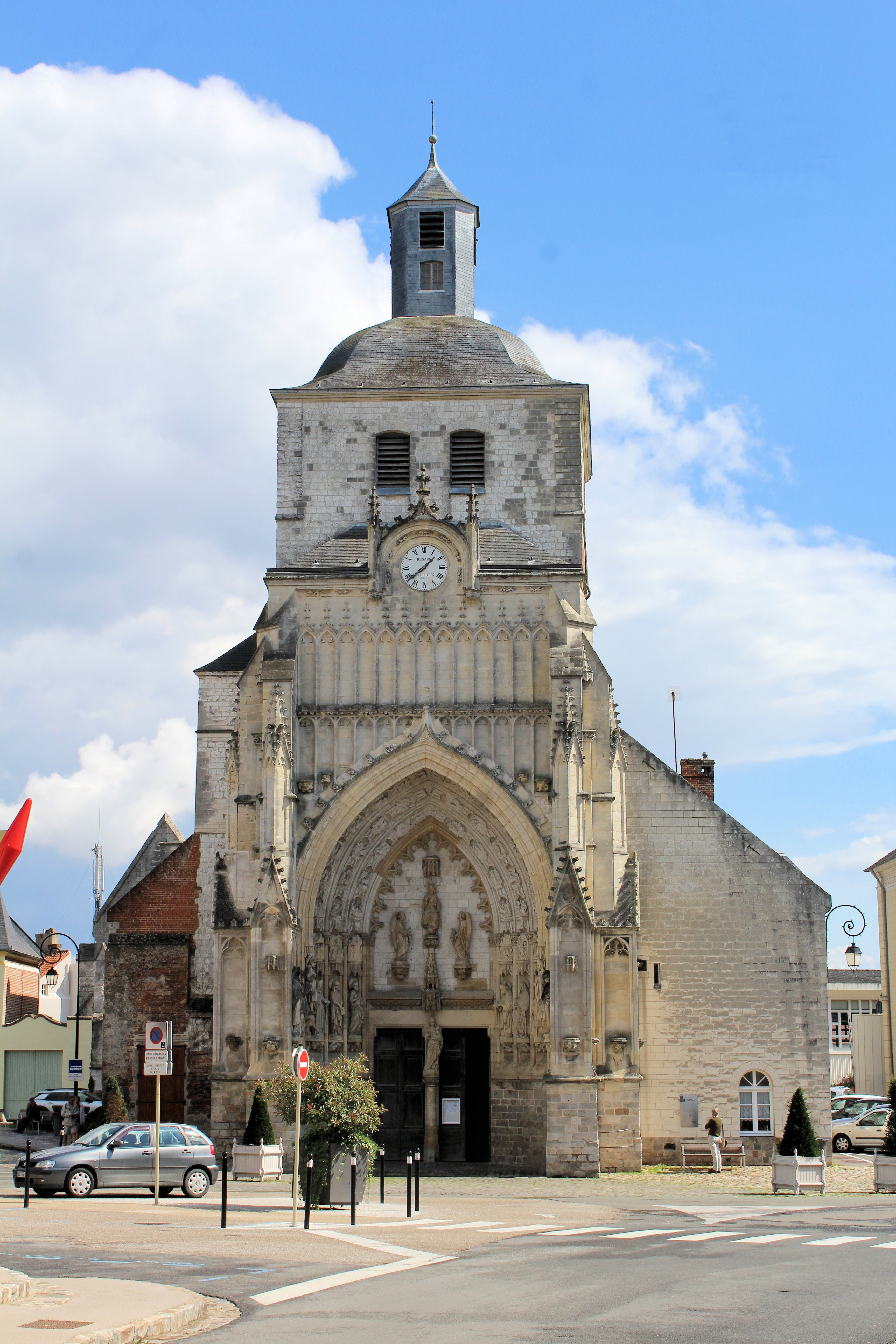
圣索尔沃教堂

2021年，滨海蒙特勒伊境内共有1家电影院和1家博物馆。滨海蒙特勒伊境内建有市政图书馆，每周一、三、五下午向公众开放。

### 建筑
滨海蒙特勒伊境内有多处历史建筑，其中滨海蒙特勒伊城塞、圣索尔沃教堂等为法国国家文物保护单位。

### 旅游
滨海蒙特勒伊的旅游事务由其所属的蒙特勒伊地区双海湾城市圈公共社区负责。2023年，滨海蒙特勒伊境内共有7家酒店共计157间房间；另有1个露营地，可容纳共75辆露营车。

### 媒体
法国主要的媒体均可在滨海蒙特勒伊接收，法国电视三台下属的上法兰西大区频道在部分时段播出滨海蒙特勒伊所在加来海峡省的地方新闻。《北部之声报》、蓝色法兰西北方广播、BFM电视台大海岸频道、Wéo电视台等是当地主要的地方性媒体。

## 相关人物
法国动物学家弗朗索瓦·巴永出生于滨海蒙特勒伊。

## 友好城市
截至2023年11月，滨海蒙特勒伊共与两座城市建立了友好城市关系：
- 德国 莱茵贝格
- 英格兰 斯劳